# ジンサンシバンムシ
ジンサンシバンムシ（人参死番虫） Stegobium paniceum は、タバコシバンムシと並んで貯蔵食品害虫として知られるシバンムシの一種。世界中に広く分布し、日本国内にもほぼ全土に分布し、大多数の家庭で発生して乾燥食品などありとあらゆる乾燥動・植物質を食害する。和名の「ジンサン」とは漢方の生薬の朝鮮人参のことであり、生薬を加害することからつけられている。英名の"drugstore beetle"も同様の由来である。こうした食性からまたの名をクスリヤナカセ（薬屋泣かせ）と称す。

## 形態
成虫の体長は1.7-3.6mmでタバコシバンムシよりやや細長い長楕円形であり、やや円筒形気味。濃い赤褐色で背面には黄褐色の微毛がびっしり生えており、前胸背板上の毛は毛斑を描く。触角は11節で、タバコシバンムシと違い、基部の第1節のほかに先端の第9-11節が大きく発達し、中間の第3-8節は顕著に小さく糸状。鞘翅はタバコシバンムシのようにのっぺりと平滑ではなく、左右のそれぞれに11本の条線が刻まれている。
幼虫は老熟すると体長4mmに達し、強くＣ字型に体を曲げている。全身は黄白色で、繊細な短毛が頭部に密に、他の部分はまばらに生える。頭部は黄褐色で、斑紋などの強く着色した部分はない。

## 生活史
成虫は保温性がよく暖かい部屋では周年みられるが、西日本の気候では4月の中旬から下旬にかけての時期より出現しはじめる。羽化した成虫は、4-12日の間は繭の中に留まって性成熟を待つ。
繭を食い破って脱出した成虫は摂食せずに10-21日間生存し、その間に交尾と産卵を行う。1個体の雌は20-60個の卵を産む。
卵は9日前後で孵化して活発に歩き回った後で食物中に穿孔していく。通常終齢は4齢だが、温度が20℃以下になるなど環境が不良だと過剰脱皮が起こり、時には8齢に達することもある。老熟して蛹になるまで最短条件の30℃相対湿度60-90%で約40日かかり、卵から成虫までの有効積算温度は625日度という数値が得られている。発育に適した温度帯はタバコシバンムシの25-32.5℃に対して、22-30℃で、この範囲を外れると極端に発育が低下する。温度の低下や食物条件の悪化がみられると蛹化が抑制されて耐久性のある幼虫の状態で耐えるので、越冬態は幼虫である。東日本や西日本では年2化経過し、北日本では1化のみである。
老熟幼虫は食物の齧りかす（フラス）や糞を肛門から出る分泌物でつづって繭を作り、その中で蛹化し、4-5日で羽化する。

## 被害
タバコシバンムシと同様ほとんどすべての動・植物質を食害するが、タバコシバンムシがクシヒゲシバンムシと同様に畳を加害することがあるのに対して、ジンサンシバンムシが畳を食害することは知られていない。ただし、タバコシバンムシが食害しない木材や書籍を加害することがある。畳が根深い発生源とならないため、タバコシバンムシよりは防除も容易である。
食物の範囲はタバコシバンムシより若干狭く、温度に対する適応力も多少劣るが、家庭での発生頻度はタバコシバンムシより高く、同所的に発生するとジンサンシバンムシのほうが競争力が強く、たいていタバコシバンムシのほうが駆逐されてしまう。
発生がみられたときには放置されている乾物や油粕肥料を点検してそれごと廃棄すればよいが、時には殺鼠剤や、照明器具の中に誘引されて死んだ昆虫の遺骸から発生していることがある。そのほか、漢方の生薬、貯蔵種子、ドライフラワー、植物標本、昆虫標本から発生する点はタバコシバンムシと同様である。
ジンサンシバンムシにもタバコシバンムシの天敵であるシバンムシアリガタバチが寄生し、このハチによって刺される被害を引き起こすことがある。